# 柏永秀
柏 永秀（かしわ えいしゅう、1945年 - ）は北海道岩見沢市在住の洋画家。樺太・ホルムスク生まれ。
北海道の風景や花を表情豊かに表現する作家として知られる。 現在は岩見沢市で画家の美術館「発想工房」＆美を語るサロン「彩美堂画廊」を拠点に創作活動を続けている。1998年からは岩見沢道新文化センターで「油絵」「水彩画」の講座を開いている。
また2007年には札幌市において6月には「ねことおじぞうさま」を、11月には「月（moon)」をテーマとした企画展を開催。さらには7月に旭川市で開催されたスピリチュアル系イベントに参加して愛と癒しの即興画を執筆したり、ソーシャルネットワークmixiに参加して、日々の思いを発信するなど、還暦を過ぎてなお、旺盛な創作活動を続けている。

## 主な入選・所属等
- 新作展優秀賞
- 新道展協会賞
- 美術文化協会S氏賞・会友
- 北海道美術作家協会創立会員・運営委員
- 岩見沢市文化連盟常任理事
- 全日本洋画家協会協会賞・フォーカス展高梨印刷賞・委員・委員努力賞／アサヒギャラリー招待作家
- 現代洋画代表作家二百人展選抜作品（1975年）
- 日本芸術協会連合会会員／日本芸術会芸術奨励賞・名誉会員